# Nicole Schmidhofer
Nicole Schmidhofer (Friesach, 15 marzo 1989) è un'ex sciatrice alpina e sciatrice di velocità austriaca, campionessa del mondo nel supergigante a Sankt Moritz 2017 e vincitrice della Coppa del Mondo di discesa libera nel 2019.

## Biografia

### Stagioni 2007-2012
Specialista delle prove veloci originaria di Schönberg-Lachtal attiva dal gennaio del 2005, ha esordito in Coppa Europa il 16 gennaio 2007 a Sankt Moritz in supergigante (43ª) e ai successivi Mondiali juniores di Altenmarkt-Zauchensee/Flachau 2007 ha vinto la medaglia d'oro nel supergigante e nello slalom gigante, quella d'argento nella combinata e quella di bronzo nella discesa libera. Grazie a questi risultati ha fatto il suo esordio in Coppa del Mondo il 15 marzo 2007 durante le finali di Lenzerheide, ottenendo il 14º posto nel supergigante.
In Coppa Europa ha conquistato il primo podio il 15 gennaio 2008 a Caspoggio in discesa libera (3ª) e l'unica vittoria il 31 gennaio seguente a Tarvisio nella medesima specialità; l'anno dopo ha aggiunto al suo palmarès una seconda medaglia di bronzo in discesa libera ai Mondiali juniores di Garmisch-Partenkirchen 2009. Ha esordito ai Giochi olimpici invernali a Vancouver 2010, senza concludere la prova di supergigante.

### Stagioni 2013-2018
Il 20 gennaio 2013 si è aggiudicata il primo podio in Coppa del Mondo, piazzandosi 2ª alla spalle della tedesca Viktoria Rebensburg nel supergigante disputato sulla Olimpia delle Tofane di Cortina d'Ampezzo, e nella stessa stagione ha anche debuttato ai Campionati mondiali: a Schladming 2013 si è classificata 11ª nel supergigante.

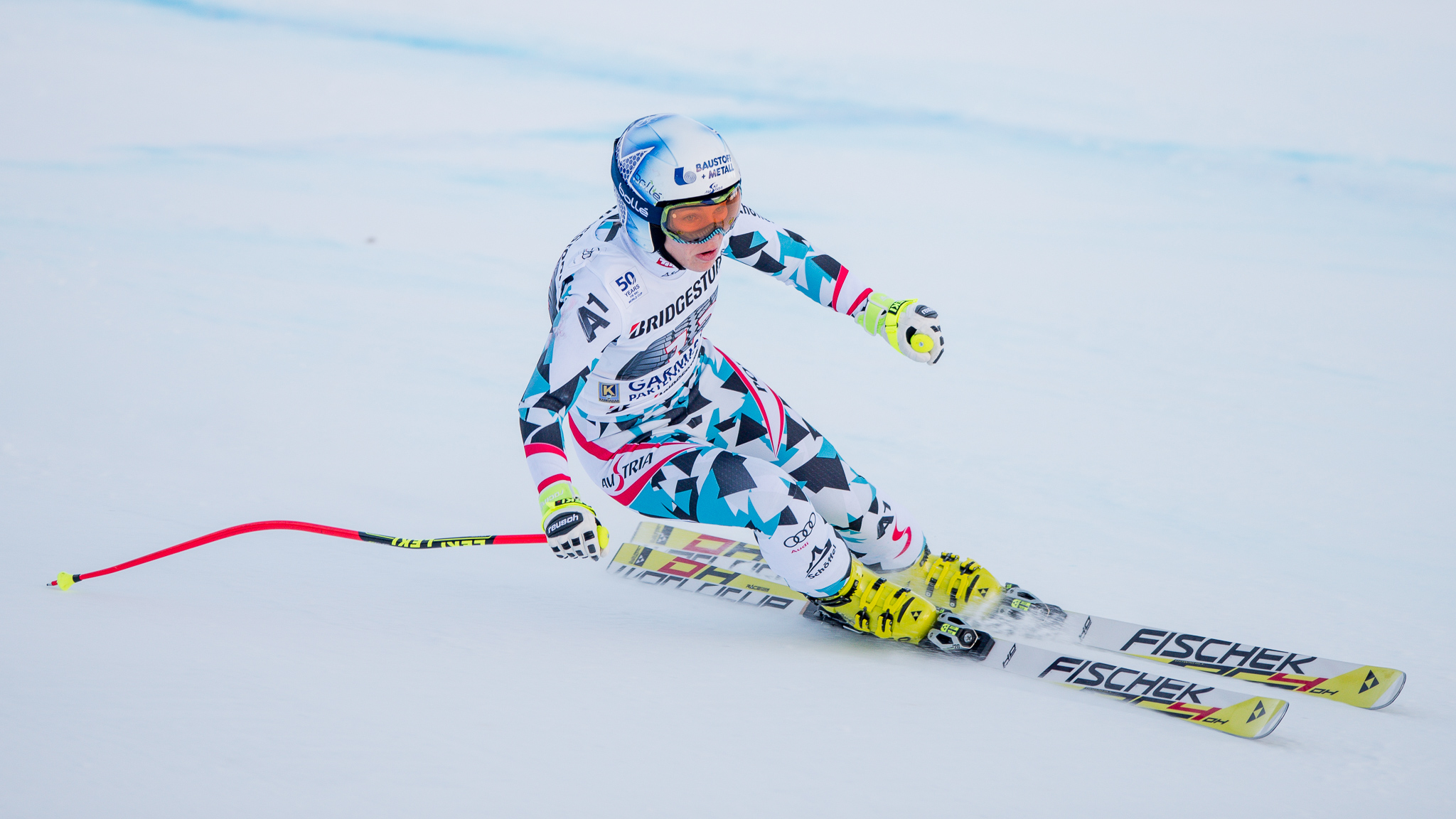
Nicole Schmidhofer in gara a Garmisch-Partenkirchen nel 2017

Due anni dopo, nella rassegna iridata di Vail/Beaver Creek 2015, si è classificata 4ª nella discesa libera, mentre in quella di Sankt Moritz 2017 ha vinto la medaglia d'oro nel supergigante e si è piazzata 16ª nella discesa libera; ai XXIII Giochi olimpici invernali di Pyeongchang 2018, sua ultima presenza olimpica, è stata 12ª nella discesa libera e 18ª nel supergigante.

### Stagioni 2019-2023
Il 30 novembre 2018 ha colto sulla Men's Olympic Downhill di Lake Louise in discesa libera la prima vittoria in Coppa del Mondo e ai successivi Mondiali di Åre 2019, sua ultima presenza iridata, è stata 9ª nella discesa libera e 11ª nel supergigante; in quella stessa stagione 2018-2019 ha vinto la Coppa del Mondo di discesa libera, con 96 punti di vantaggio sulla seconda classificata Stephanie Venier, e si è classificata 2ª in quella di supergigante, staccata da Mikaela Shiffrin di 47 punti. Sempre nella stessa stagione ha preso parte ai Campionati mondiali di sci di velocità di Vars 2019, piazzandosi al 4º posto (suo unico risultato nella disciplina).
In Coppa del Mondo ha ottenuto l'ultima vittoria il 7 dicembre 2019 a Lake Louise in discesa libera e l'ultimo podio il 9 febbraio 2020 a Garmisch-Partenkirchen in supergigante (2ª); il 18 dicembre dello stesso anno ha subito un grave infortunio durante la discesa Coppa del Mondo disputata a Val-d'Isère, procurandosi la rottura dei legamenti crociati anteriore e collaterali del ginocchio destro: i danni riportati e la lunga riabilitazione ne avrebbero compromesso il prosieguo della carriera. Il 12 gennaio 2021 ha ottenuto ad Altenmarkt-Zauchensee in discesa libera l'ultimo podio in Coppa Europa (2ª); si è ritirata al termine della stagione 2022-2023 e la sua ultima gara è stata il supergigante di Coppa del Mondo disputato il 16 marzo a Soldeu (24ª).

## Palmarès

### Mondiali
- 1 medaglia:
  - 1 oro (supergigante a Sankt Moritz 2017)

### Mondiali juniores
- 5 medaglie:
  - 2 ori (supergigante, slalom gigante ad Altenmarkt-Zauchensee/Flachau 2007)
  - 1 argento (combinata ad Altenmarkt-Zauchensee/Flachau 2007)
  - 2 bronzi (discesa libera ad Altenmarkt-Zauchensee/Flachau 2007; discesa libera a Garmisch-Partenkirchen 2009)

### Coppa del Mondo
- Miglior piazzamento in classifica generale: 5ª nel 2019
- Vincitrice della Coppa del Mondo di discesa libera nel 2019
- 12 podi (6 in discesa libera, 6 in supergigante):
  - 4 vittorie (3 in discesa libera, 1 in supergigante)
  - 5 secondi posti (2 in discesa libera, 3 in supergigante)
  - 3 terzi posti (1 in discesa libera, 2 in supergigante)

#### Coppa del Mondo - vittorie
| Data             | Località               | Paese    | Specialità |
| ---------------- | ---------------------- | -------- | ---------- |
| 30 novembre 2018 | Lake Louise            | Canada   | DH         |
| 1º dicembre 2018 | Lake Louise            | Canada   | DH         |
| 26 gennaio 2019  | Garmisch-Partenkirchen | Germania | SG         |
| 7 dicembre 2019  | Lake Louise            | Canada   | DH         |

Legenda:

DH = discesa libera

SG = supergigante

### Coppa Europa
- Miglior piazzamento in classifica generale: 16ª nel 2008
- 4 podi:
  - 1 vittoria
  - 1 secondo posto
  - 2 terzi posti

#### Coppa Europa - vittorie
| Data            | Località | Paese  | Specialità |
| --------------- | -------- | ------ | ---------- |
| 31 gennaio 2008 | Tarvisio | Italia | DH         |

Legenda:

DH = discesa libera

### Campionati austriaci
- 11 medaglie[3]:
  - 3 ori (discesa libera, supergigante nel 2007; supergigante nel 2009)
  - 1 argento (discesa libera nel 2010)
  - 7 bronzi (combinata nel 2006; discesa libera nel 2008; discesa libera, supergigante nel 2011; discesa libera nel 2014; discesa libera nel 2015; supergigante nel 2017)